# Pummerin
A Pummerin [ˈpʊmərɪn, bécsi kiejtéssel ˈb̥ʊmɐrɪn] az egyik legismertebb templomi harang, amely 1957 óta a bécsi Szent István-székesegyház északi tornyában található. Az 1711-ből származó eredeti Pummerin a déli toronyban lógott, de 1945. április 12-én megsemmisült. Az új Pummerint 1951-ben a Linz melletti Sankt Florianban öntették, 20 130 kg-os tömegével (a harangnyelv és a járom nélkül) és 314 cm-es átmérővel Ausztria legnagyobb harangja, emellett Nyugat- és Közép-Európa harmadik, a világ hatodik legnagyobb lengőharangja, és a harmadik a szabadon lengő templomi harangok közül, csak a kölni dómban elhelyezett 24 tonnás Petersglocke és a bukaresti Nemzet megváltása székesegyház 25 tonnás nagyharangja előzi meg. A nagy történelmi eseményekkel való kapcsolata és csodálatos hangzása miatt Ausztria hangjának (Stimme Österreichs) is nevezik.

## Az eredeti Pummerin

### Jellemzői
A mai harang elődjét eredetileg József-harangnak (Josephinische Glocke) hívták, mivel I. József uralkodása alatt készítették el, és 1711 és 1945 között a magasabb déli toronyban volt felfüggesztve. Tömege 18 317 kg volt, amely a harangnyelvvel, a járommal és a sok barokk dísszel együtt  elérte a 22 512 kg-ot, alsó átmérője 320 cm, hangja  H–4/16 (esetleg a vele egyenlő B+4/16) volt. A harangot Bécs 1683-as ostromakor zsákmányolt 180 darab török ágyúból öntötte Johann Achamer mester. Gazdag barokk díszítésével magas művészi színvonalú volt, hangzásában azonban kevésbé volt tökéletes. A harangnak a díszítések mellett négy latin felirata volt:
1. A felhőn álló Szent József domborműve alatt, amely mellé Magyarország és Csehország címerét illesztették, ez állt: JOSEPHVS Rom. Imp. Semper Augustus AEream hanc molem Munificentiae suae magnitudine Haud indignam Ut Ob tot tantasque Victorias Ad gratias Numinis agendas Subjectos Populos Grandi Sonitu excitaret, Fieri Albertinaeque Turris Ad Singulare decus Isthuc attolli jussit.
2. A következő a szeplőtelen fogantatás képe alatt volt olvasható, amely mellé a császári sast Ausztria és Kasztília címere közé helyezték: DEIPARÆ Sine Originali labe conceptae Josephi Dei in terris LEOPOLDI Divi Marchionis, Triadis Austriae Tutelaris Sanctissimis, maximisque nominibus Sanctissimis, Victricem tempestatum, fulminumque Machinam Solenni ritu Insignivit, Sacravit Franciscus Ferdinandus ex Baron De Rumel S. R. J. Princeps Episcopus Viennensis.
3. Szent Lipót ábrázolása alatt a Babenberg-ház és Ausztria címere és az alábbi felirat volt látható: Aerae Xstianae M.DCC.XI. Anno Quo Austriae ubique Locum tenentem egit Ferdinandus Carolus Comes à Welz Consulis, Johannes Franciscus Benighoffer Aeris Civici Custodis Joannes Sebastianus Höpffner a Brent Aedilis munus egit Georgius Altschaffer.
4. A lombokkal díszített perem körül futó felirat különlegessége volt, hogy a „CCICC” betűknél az utolsó két C fordított állásban lett elhelyezve: Saevientis in Viennam Anno MDCLXXXIII Duosque post menses inde per Carolum Lotharingiae Ducem, et foederatos Principes Xstianos prostigatae Turciae Captivum fulminantium Machinarum aes in grande hoc Divini cultus instrumentum ter CCICC ac plurium libr. Fusoria arte feliciter mutavit Joannes Archamer Caesareae Rei tormentariae fusor.[4]

Általában évente tíz alkalommal szólalt meg. Az 1738-as bécsi békéért való hálaadó szentmise alkalmából 1739. június 28-án a harangozás közben eltörött a harangnyelv. Pótlását Sebastian Wiener (Wimer) kovácsműhelyében végezték Piestingben, a mai Bécsújhelyen, ekkor egy új, a korabeli források szerint 15 bécsi mázsa 70 font súlyú harangnyelvet öntöttek, ami 879 kg-nak felelne meg, habár az 1952-es mérés alapján tömege mindössze 813 kg-nak adódott. Később egy ideig ezt a nyelvet használták az új Pummerinnél. A jozefiniánus harangot a hatalmas súlya miatt általában két tölgyfagerendával alátámasztva tárolták, amelyeket csak a harangozás kezdete előtt távolítottak el.
Amikor a székesegyház 1945. április 12-én a második világháború legvégén leégett, a fa harangláb is lángra kapott és összeomlott. A toronycsarnok fölötti boltozatot átszakította a leszakadó nagyharang, amely 14:30-kor több társát magával rántva  a torony középső nyílásán keresztül az alsó toronycsarnokba zuhant, és teljesen összetört. Maradványait és a többi megsemmisült harangdarabjait újra felhasználták az új Pummerin öntésekor.

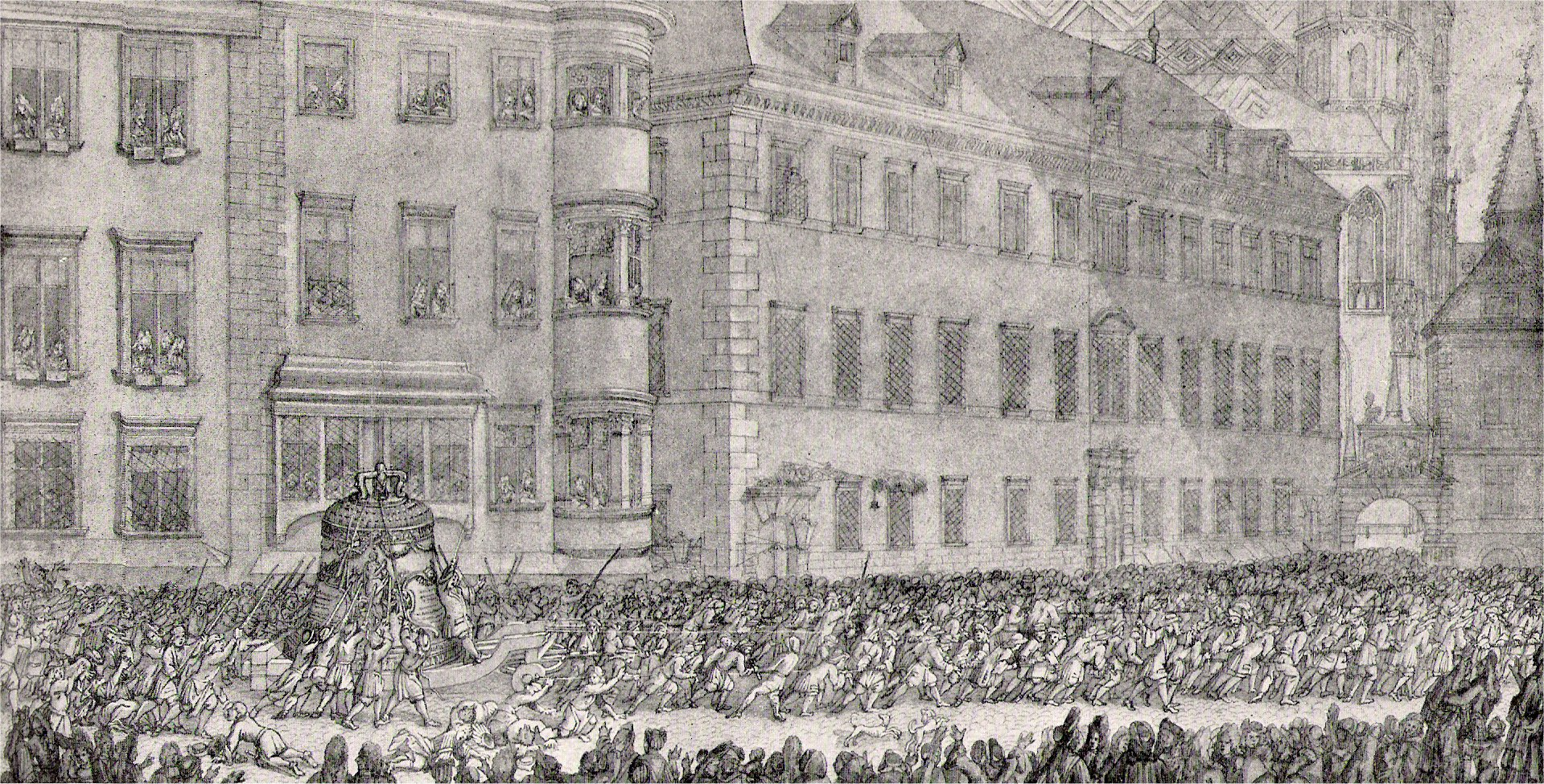
A kész harang 1711-es vontatása a Stephansdomba

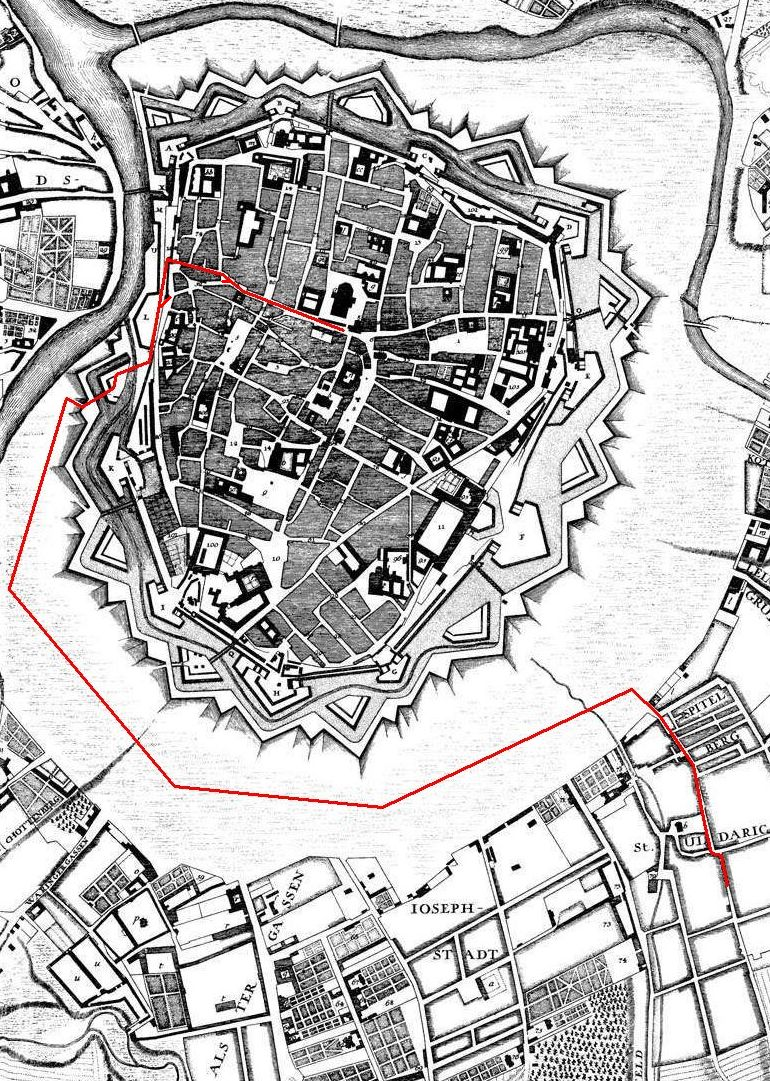
Az öntöde és a Stephansplatz közötti korabeli útvonal

### Története
1710. december 18-án Johann Achamer harangöntőmestert (1650–1712) I. József császár megbízta egy hatalmas készítésével azon ágyúk anyagából, amelyeket a törökök használtak az 1683-as ostrom során. 1711. július 21-én, az alig 2 hónappal azelőtt elhunyt császár özvegyének, Vilma Amáliának névnapján öntötték a harangot Wendelstadtban, a mai Burggasse 55. számú épület helyén. A sarkon kezdődő Stuckgasse nevével erre az öntödére emlékeztet.
Az avatáskor az eredeti Pummerin össztömege valamivel meghaladta a 402 bécsi mázsát (22 512 kg), ebből a járom nélküli harang 324 mázsa 31 fontot nyomott (18 317 kg); a járom 70 mázsát (3920 kg) és a harangnyelv 7 mázsa 75 fontot (812 kg). A harang szélén feltüntetett 30 000 font 16 800 kg-nak felel meg. Az átmérő 10 láb volt (320 cm), a magasság a koronával együtt 9 láb 8,5 hüvelyk (295 cm), a perem vastagsága pedig 21 hüvelyk volt. A megemelt B hangmagassággal körülbelül fél hanggal alacsonyabban szólt, mint a mai Pummerin, bár a harangokat akkor inkább súly és nem hang szerint öntötték. A 19. századig hivatalosan Josephinische Glockénak hívták a készíttetője után, de a lakosság hamarosan Pummerinnek nevezte el alacsony, búgó hangja miatt.
Mivel a harang akkora volt, hogy csak a város egyetlen kapuján fért át, az öntödétől a székesegyházig nem lehetett közvetlen és sík útvonalat választani. A város körüli glacison keresztül kitérőt kellett tennie a Vörös-torony kapuig (később Fischerthor, ma a Morzinplatz környéke). Az új erődítményekben csak ez a kapu volt elég nagy, ehhez viszont fel kellett jutni a Schottentor-lejtőn és a városfaltól a katedrálisig a viszonylag meredeken felfelé húzódó úton. Ezek a körülmények vezettek oda, hogy nem ritkán a kapuhoz legközelebb eső külvárost, a Duna felőli Leopoldstadtot adják meg helytelenül öntési helyszínként. Hónapokkal korábban egy építőmester feladatot kapott, hogy ellenőrizze az összes földalatti boltozat szilárdságát a Vörös-toronytól a Stephansfriedhofig (ma Rotenturmstrasse) vezető útvonalon, és ha szükséges, oszlopokkal erősítse meg őket, hogy ne szakadjanak be a súlyos szállítmány alatt. Október 29-én megkezdődött a szállítás egy speciálisan épített kocsin, amelyet két hatalmas kötéllel húzott 200 önkéntes – az arisztokratáktól a kézművesekig a legkülönfélébb társadalmi rétegekből. Az eredeti lóvontatást használó tervet elvetették, mert félő volt, hogy nem húznák elég egyenletesen. A menet november 4-én elérte a kaput, november 6-án pedig a Szent István-székesegyházat. Mivel a szekér valamivel szélesebb volt, mint a harang, a székesegyház kapujának belső szélessége pedig mindössze 2,4 méter volt, a legbelső oszlopok közötti magasság pedig csak 3,2 méter volt, így legalább az alsó területen lévő oszlopokat el kellett távolítani. A timpanon alsó részéből egy darabot kivágtak és kicseréltek, amelynek alsó széle most már 4,4 méterrel a talajszint felett volt. A teljes munkálat során két kőműves sérült meg súlyosan, akiknek a város fizette a kezelési költségeiket. 1711. december 15-én Franz Ferdinand Freiherr von Rummel püspök felszentelte a harangot, majd Reifenstuhl atya elmondta a felszentelési prédikációt. Másnaptól kezdve megkezdték a felhúzását a magas déli, ún. Albertine-toronyba. 1712. január 27-én szólaltatták meg először VI. Károly római-német császár koronázása utáni visszatérésének tiszteletére. Ekkor 16 embernek kellett húznia a harangköteleket, és negyed óra belengetésre volt szükség, mire először megkondult. 
Habár egy jól megépített harangláb csillapíthatja a rezgéseket, az óriási Pummerin problémát jelentett a karcsú, magas déli torony számára. Miután a toronyban repedéseket fedezett fel, Friedrich von Schmidt, a székesegyház építészmestere 1875-ben megtiltotta a használatát, így csak a belengetett nyelvet ütötték hozzá a palásthoz. 1908-ban Ferenc József császár uralkodásának 60. évfordulója alkalmából kezdeményezték, hogy „harminc év hallgatás” után használhassák a harangot a székesegyházban tartott ünnepi Te Deumhoz. Kivételt csak a császár 1916-os temetésén tettek. Utoljára hivatalosan Anton Wesely szólaltatta meg 1937 húsvétján, habár Karl Rudolf, az Innitzer bíboros közvetlen szomszédságából származó szem- és fültanú elmondása szerint „a harangok mind megszólaltak Linzben és Bécsben, amikor Adolf Hitler bevonult, akárcsak a régi Pummerin.“
A második világháború végét a dóm viszonylagos épségben átvészelte. Amikor a szovjetek a környező házakat kifosztották és gyújtogatni kezdtek, a lángok átterjedtek a székesegyházra, ami így 1945. április 11. és 13. között leégett. Mivel április 6. és 13. között a német és a szovjet csapatok harcoltak a város területén, és április 11. és 12. között éjjel a Duna-csatorna Brigittenau felé terelte el a folyó nagy részét, így nehéz volt az oltási munkákat végezni.Április 7-től csak egy üzemképes tűzoltóautó és 18 tűzoltó állt rendelkezésre egész Bécsben. A székesegyház két nagy vízvezetékét egy amerikai bombatámadás pusztította el 1945. március 12-én, ezzel tovább nehezítve a védekezést a lángok ellen.  A fa harangláb a tűz következtében kigyulladt, a harang 1945. április 12-én 14: 30-kor leszakadt, betörte a toronycsarnok alatti boltozatot, amelybe nagy része beleesett, és megsemmisítette a földszinti helyiségben a törökök elleni felszabadítás emlékművét. Ma a megmaradt harangnyelve a főhajó alatti lapidáriumban van kiállítva.

Az új Pummerin a St. Florian-harangöntödében, az öntöde alkalmazottjai üdvözlik Heinrich Gleißner kormányzót

## Az új Pummerin

### Jellemzői
Az új Pummerin Felső-Ausztria tartomány ajándékaként készült el, 1951-ben a Linz melletti Sankt Florianban öntették az eredeti harangok maradványaiból. Tömege 20 130 kg, teljes magassága 294 cm, ebből a palást a koronáig 246 cm, alsó átmérője 314 cm, legnagyobb falvastagsága 23 cm és c0 +4/16 (a1 = 435 Hz) hangszínen szól. Az „Ausztria hangjának” becézett harang percenként 34-szer kondul meg, és kb. 200 másodperces lecsengési idővel rendelkezik. Ötvözetének réztartalma 80,6%, óntartalma 18,4% és 1% egyéb fémet is tartalmaz. Két tizenegy LE (2 × 8,1 kW) teljesítményű elektromotor hajtja, amelyek két nagy méretű keréken át lengetik be az enyhén kiemelt acéljármot.
A Franz Forster (1896–1993) által készített domborművek motívumai megjelenítik az 1683-as török ostromot, a Szent István-székesegyház 1945-ös leégését és a szeplőtelen Fogantatást, amely a régi Pummerin hű reprodukcióján alapszik. A harangkorona fülein hat török fej látható. A domborműveken latin nyelvű feliratok szerepelnek, amelyben az éveket túlméretezett betűkkel ellátott kronogramma formájában kódolták:
1. A török ostrom emlékfelirata: „FVSA EX PRAEDA TVRCORVM VRBE EXSANGVI HOSTIS POTENTIA FORTITER SVPERATA IVBILANTE” („A törökök zsákmányából öntöttek engem, amikor a kivérzett város ünnepelt, miután bátran legyőzte az ellenséges hatalmat.” 1711.)
2. A második világháború emlékfelirata: „CONFRACTA INCENDII AESTV RVI EX TVRRI VASTATA VRBE BELLO ANGOREQVE GEMENTE” (Összetörtem a tűz parázsában. Lezuhantam az elpusztított toronyból, amikor a város háborúban és félelemben sóhajtott. 1945.)
3. „RESTAVRATA THEODORO CARDINALI INNITZER HENRICO GLEISSNER NAVANTE GEISZ CAROLO OPIFICE CONSECRATA REGINAE AVSTRIAE VT POTENTI EIVS PRECE SIT PAX IN LIBERTATE” (Visszaállíttatott Theodor Innitzer bíboros vezetésével, Heinrich Gleißner erőfeszítéseivel, Karl Geisz mester által. Felszenteltetett Ausztria Királynőjének [ti. Szűz Máriának], hogy hatalmas közbenjárása révén a béke legyen a szabadságban.”1951.)[19]

A kölni dómban található Petersglocke (24 000 kg) és az olaszországi Roveretoban található Maria Dolens (23 000 kg) után Nyugat- és Közép-Európa harmadik legnagyobb harangja és a világ hatodik legnagyobb lengőharangja, a legtöbb nála nagyobb vagy fixen rögzített és a nyelvét húzzák (ortodoxok), vagy ütőfával szólaltatják meg (buddhista templomok). A harang csak különleges események idején kondul meg. Ausztriában a rádiókban és televíziókban minden újévet a Pummerin harangozásának közvetítésével kezdenek, amelyet aztán a Kék Duna keringő követ.

### Története
A háború után valamennyi osztrák tartomány részt vett a háborúban súlyosan megrongálódott Szent István-székesegyház rekonstrukciójában. Felső-Ausztria képviselőjeként a kormányzó dr. Heinrich Gleißner 1950-ben elérte, hogy az új Pummerint a tartomány készíthesse el. 
A régi Pummerinből visszanyert anyag (16 592 kg), a Szent István-székesegyház további két leszakadt harangjából (az úgynevezett fél- és negyedpummerinből, együttesen 7130 kg), valamint a harangöntödében lévő 1400 kg harangbronz, összesen 25 122 kg fém felhasználásával kellett az új harangot a Sankt Florian székhelyű Oberösterreichische Glocken- und Metallgießerei cégnek, a magyar származású Karl Geiß (Geisz) és Edmund Karl öntőmesternek elkészítenie.
Az öntéshez külön egy új, nagyobb, 27 000 kg bronzot befogadni képes olvasztókemencét építettek, és új harangformát terveztek, amelynek készítése már 1949-ben megkezdődött. Az első öntés 1950. október 26-án a mintegy 600 fős nagyközönség előtt kudarcot vallott, mert 10 perccel az öntés után az öntőforma egyik tartógerendája megadta magát, az 1300 °C-os olvadt bronz pedig kiömlött, és felgyújtotta a nézőteret, a készenlétben lévő tűzoltók azonban hamar eloltották a tüzet. A második öntés 1951. szeptember 5-én 10:21-től 10:31-ig tartott, és ezúttal tökéletesen sikerült. Szeptember 26-án kiszedték az öntőformából, végül december 3-án a kész harangot kiemelték. A nagyharangot ezután 1952. április 25-ig kiállították a linzi Landhaus előtt, mielőtt Felső-Ausztria állam ajándékaként ünnepélyesen Bécsbe vihették volna. 
Felszentelése után a Pummerin kezdetben ideiglenesen a székesegyház melletti állványon függött, 1957 óta az északi toronyban van elhelyezve, eleinte az eredeti harangnyelvvel szólalt meg. Egy 2007-ben kezdődő vizsgálatsorozat, a Pro Bell keretében felmérték Európa legnagyobb harangjait, ennek során derült ki, hogy a bécsi harangnak a legrosszabbak a paraméterei, és nála a legnagyobb a repedésveszély. Első lépésként kicserélték az elektronikus vezérlést, így a mozgatást már mikrochip által irányított vezérlőrendszer látja el. 2011 márciusában az előd 300. évfordulója alkalmából az innsbrucki Grassmayr harangöntöde közreműködésével az élettartam-növelési program keretében kicserélték a régi és túl nehéz harangnyelvet egy könnyebb, modernebb darabra, hogy ezzel is elkerüljék az olyan baleseteket, mint ami ezzel egyidőben a kölni Petersglockéval történt. Az új alkatrész tömege 613 kg, hossza 296 cm, viszont az ütőfelületét megnövelték, így a harang néhány év csökkentett üzemmód után ismét az eredeti és a hangzás szempontjából optimális 55°-os kilengési szögben üzemelhetett.

## Harangozási rend

### Évenkénti események
| Dátum/ünnep     | Harangozás kezdete      | Esemény                                             |
| --------------- | ----------------------- | --------------------------------------------------- |
| Január 1.       | 00:00                   | Újév                                                |
| Nagyszombat     | ≈ 23:00                 | Nagyszombat                                         |
| Húsvétvasárnap  | ≈ 11:50 és 12:10 között | Húsvét                                              |
| Április 23.     | ≈ 19:20 és 19:30 között | A székesegyház felszentelésének évfordulója         |
| Pünkösdvasárnap | ≈ 11:45 és 12:00 között | Pünkösd                                             |
| Úrnapja         | ≈ 09:30                 | Az úrnapi körmenet elején                           |
| Úrnapja         | ≈ 11:30                 | Az ünnepi mise végén                                |
| Október 26.     | ≈ 19:00                 | Ausztria nemzeti ünnepe, az esti mise után          |
| November 2.     | ≈ 17:45                 | Halottak napja                                      |
| December 24.    | 23:55                   | Karácsonyi éjféli mise                              |
| December 26.    | ≈ 11:50 és 12:10 között | Szent István vértanú ünnepe, a székesegyház búcsúja |
| December 31.    | ≈ 17:30                 | Év végi hálaadás                                    |

### Rendkívüli események
A harang kizárólag nagy jelentőségű országos vagy nemzetközi események következményeként szólal meg. Ezek közé tartozik, amikor a pápa, a bécsi érsek vagy a bécsi székesegyház plébánosa meghal, valamint egy új pápa megválasztása és a bécsi érsek beiktatása után. A világi események közé tartozik az elhunyt osztrák szövetségi elnök és a bécsi főpolgármester temetési szertartása, valamint olyan különösen tragikus események, mint pl. a 2020-as bécsi terrortámadás.
| Dátum                    | Megszólaltatás oka |
| ------------------------ | --- |
| 1955. május 15.          | Délben az osztrák államszerződés aláírása után és 16.45-kor az ünnepi szentmisén                                                                                                   |
| 1963. november 22.       | John F. Kennedy meggyilkolása |
| 1989. április 1.         | Zita császárné temetése |
| 2000. április 10.        | Rudolf Kirchschläger volt szövetségi elnök temetése |
| 2000. november 17.       | Gyászszertartás a kapruni katasztrófa áldozatainak emlékére |
| 2001. szeptember 11.     | A 2001. szeptember 11-i terrortámadások áldozatainak emlékére Josef Klaus volt szövetségi kancellár gyászszertartásával egyidőben                                                  |
| 2003. december 18.       | „Szimbolikus tesztharangozás” a sajtó számára 14:00 órakor az új elektronikus vezérlőrendszer bemutatása alkalmából                                                                |
| 2004. március 13. és 27. | Március 13-án reggel 8:00 órakor az éjszaka elhunyt Franz König bíborosért, március 27-én pedig a gyászszertartás alatt                                                            |
| 2004. július 10.         | Thomas Klestil szövetségi elnök gyászszertartása alatt |
| 2004. április 2-3. és 8. | 22:00 órakor II. Jánpos Pál pápa halála miatt, majd a gyászszertartás és a temetés idején                                                                                          |
| 2004. április 19.        | Joseph Ratzinger bíboros megválasztása és trónra lépése XVI. Benedek pápa néven |
| 2004. május 23.          | Szentmise az új pápáért |
| 2005. április 12.        | 14:30-kor a régi harang 60 évvel ezelőtti pusztulásának emlékére |
| 2005. május 8.           | A második világháború 1945-ös befejezésének 60. évfordulója |
| 2005. május 15.          | Az 1955-ös államszerződés aláírásának és Ausztria szabadsága visszaszerzésének 50. évfordulója, egyben pünkösd ünnepe                                                              |
| 2007. április 23.        | A harangot soron kívül 18.00 órakor, illetve menetrend szerint 19:30-kor a templomszentelési szertartás alkalmával megszólaltatták, és ugyanekkor terheléspróbát is végeztek rajta |
| 2007. június 23.         | Kurt Waldheim volt szövetségi elnök temetési szertartása |
| 2007. szeptember 9.      | XVI. Benedek pápa látogatása a Szent István-székesegyházban |
| 2007. október 26.        | Ünnepi mise „a hazáért és a hazáért” az osztrák nemzeti ünnepen (első alkalommal)                                                                                                  |
| 2008. május 12.          | Az új bécsi segédpüspök, Stephan Turnovszky felszentelése |
| 2008. október 26.        | Ünnepi mise „a hazáért és a hazáért” az osztrák nemzeti ünnepen |
| 2008. november 8.        | Requiem az elhunyt bécsi polgármesterért, Helmut Zilkért |
| 2011. március 9.         | Az új harangnyelv felszerelése és tesztelése |
| 2011. július 16.         | Requiem az elhunyt Habsburg Ottóért |
| 2013. február 28.        | 20:00 órakor XVI. Benedek pápa lemondásakor |
| 2013. március 13.        | Jorge Mario Bergoglio bíboros megválasztása és trónra lépése Ferenc pápa néven |
| 2015. április 12.        | A dómtűz 70. évfordulója |
| 2015. augusztus 31.      | A parndorfi menekülttragédia áldozatainak gyászszertartása |
| 2019. április 16.        | Szolidaritás a párizsi Notre-Dame-székesegyház leégése miatt |
| 2020. április 12.        | A dómtűz 75. évfordulója |
| 2020. október 4.         | Az orgona felszentelése a Szent István-székesegyházban; először a székesegyház összes harangjával a mise elején, majd szólóban a mise végén                                        |
| 2020. november 3.        | Harangszó az összes bécsi templomban a 2020. november 2-i bécsi terrortámadás áldozatainak emlékére rendezett „Csendes emlékezés percével” egy időben                              |
| 2022. február 25.        | Az ukrajnai orosz invázió miatt a békéért tartott felekezetközi egyperces csend alkalmából                                                                                         |
| 2022. december 31.       | XVI. Benedek pápa halála; emellett a tervezett szilveszteri harangozás |
| 2024. március 13.        | Ünnepi istentisztelet az egykori bíboros, Franz König halálának 20. évfordulója és a Pro Oriente 60. évfordulója alkalmából rendezett megemlékezés keretében                       |

## Fordítás
- Ez a szócikk részben vagy egészben  a   Pummerin című német Wikipédia-szócikk ezen változatának fordításán alapul.  Az eredeti cikk szerkesztőit annak laptörténete sorolja fel. Ez a jelzés csupán a megfogalmazás eredetét és a szerzői jogokat jelzi, nem szolgál a cikkben szereplő információk forrásmegjelöléseként.